# Constantin Rădulescu (labdarúgó-játékvezető)
Constantin Rădulescu (1896. október 5. – 1981. december 31.) román nemzetközi labdarúgó-játékvezető, sportvezető. Az első világháborúban a román hadsereg tisztjeként szolgált 1916–1918 között, a jobb karja súlyosan megsérült.

## Pályafutása

### Sportolóként
1923-ig az SC Olympia Bucureștiben és a Tricolor Bucureștiben futballozott. 1923-tól a kor követelményének megfelelően a nemzeti válogatottnál edző, adminisztrátor és játékvezető volt. Csapatvezetőként 18 alkalommal, edzőként 1923-1940 között 24 alkalommal irányította a román nemzeti válogatottat. Az 1936. évi téli olimpiai játékok Garmisch-Partenkirchenben rendezett bobversenyeinél a román csapat - kettő- és négyszemélyes bob - egyik részt vevő versenyzője volt.

## Labdarúgó-játékvezetőként

### Nemzeti játékvezetés
1923-ban vizsgázott, 1930-ban lett az I. Liga játékvezetője. A nemzeti játékvezetéstől 1943-ban vonult vissza. Első ligás mérkőzéseinek száma: 200.

### Nemzetközi játékvezetés
A Román labdarúgó-szövetség Játékvezető Bizottsága (JB) terjesztette fel nemzetközi játékvezetőnek, a Nemzetközi Labdarúgó-szövetség (FIFA) 1931-től tartotta nyilván bírói keretében. Több nemzetek közötti válogatott és klubmérkőzést vezetett vagy működő társának partbíróként segített. 102 nemzetek között klubmérkőzést vezetett. Az aktív nemzetközi játékvezetéstől 1940-ben búcsúzott. Válogatott mérkőzéseinek száma: 5 (más források szerint 11).

#### Labdarúgó-világbajnokság
A világbajnoki döntőhöz vezető úton Uruguayban rendezték az I., az 1930-as labdarúgó-világbajnokságot, ahol a FIFA JB kizárólag partbíróként alkalmazta. A világtornán közben a Román nemzeti válogatott edzője is volt. A FIFA JB elvárásának megfelelően, ha nem vezetett akkor működő társának segített partbíróként. Partjelzői közreműködéseinek száma a világbajnokságon: 2.

##### 1930-as labdarúgó-világbajnokság

###### Világbajnoki mérkőzés
| Időpont          | Helyszín                           | Mérkőzés típusa              | Mérkőzés                | Játékvezető    | Eredmény | Nézők száma |
| ---------------- | ---------------------------------- | ---------------------------- | ----------------------- | -------------- | -------- | ----------- |
| 1930. július 15. | Parque Central Stadion, Montevideo | csoportmérkőzés (1. csoport) | Argentína–Franciaország | Almeida Rego   | 1 : 0    | 18 000      |
| 1930. július 19. | Centenario Stadion, Montevideo     | csoportmérkőzés (1. csoport) | Argentína–Mexikó        | Ulises Saucedo | 6 : 3    | 50 000      |

#### Balkán-kupa
| Időpont           | Helyszín                  | Mérkőzés típusa            | Mérkőzés                | Eredmény | Nézők száma |
| ----------------- | ------------------------- | -------------------------- | ----------------------- | -------- | ----------- |
| 1931. március 15. | Nemzeti Stadion, Belgrád  | csoportmérkőzés (első kör) | Jugoszlávia–Görögország | 4 – 1    | 8 000       |
| 1933. június 16.  | Nemzeti Stadion, Bukarest | csoportmérkőzés (3 kör)    | Bulgária–Görögország    | 2 – 0    | 8 000       |
| 1935. június 16.  | Junak Stadion, Szófia     | csoportmérkőzés (5 kör)    | Bulgária–Görögország    | 5 – 2    | 12 000      |

## Sportvezetői pályafutása
1923-1938 között kiemelkedő labdarúgó sportvezető: edző, menedzser, ügyintéző minőségében szolgálta a román nemzeti labdarúgást. 1930-ban, 1934-ben és 1938-ban a Román labdarúgó-válogatott válogatott csapatvezetője, edzője volt. A világbajnokságok történetében Ulises Saucedóval együtt első és utolsó alkalommal közreműködött mérkőzésen játékvezetőként valamelyik csapat edzője.

### 1930-as labdarúgó-világbajnokság
| Időpont          | Helyszín                       | Mérkőzés típusa              | Mérkőzés        | Eredmény | Nézők száma |
| ---------------- | ------------------------------ | ---------------------------- | --------------- | -------- | ----------- |
| 1930. július 14. | Pocitos Stadion, Montevideo    | csoportmérkőzés (3. csoport) | Románia–Peru    | 1 : 1    | 2 000       |
| 1930. július 21. | Centenario Stadion, Montevideo | csoportmérkőzés (3. csoport) | Uruguay–Románia | 4 : 0    | 80 000      |

### 1934-es labdarúgó-világbajnokság
| Időpont        | Helyszín                  | Mérkőzés típusa | Mérkőzés              | Eredmény | Nézők száma |
| -------------- | ------------------------- | --------------- | --------------------- | -------- | ----------- |
| 1934.május 27. | Littorio Stadion, Trieszt | nyolcaddöntő    | Csehszlovákia–Románia | 2 : 1    | 9 000       |

### 1938-as labdarúgó-világbajnokság
| Időpont        | Helyszín                 | Mérkőzés típusa | Mérkőzés     | Eredmény | Nézők száma |
| -------------- | ------------------------ | --------------- | ------------ | -------- | ----------- |
| 1938.június 9. | Chapou Stadion, Toulouse | nyolcaddöntő    | Kuba–Románia | 2 : 1    | 5 000       |

## Sikerei, díjai
Kolozsváron az FC CFR 1907 Cluj labdarúgócsapat stadionját, a Dr. Constantin Rădulescu Stadiont róla nevezték el.

## Magyar vonatkozás
| Időpont        | Helyszín                    | Mérkőzés típusa          | Mérkőzés                  | Eredmény | Nézők száma |
| -------------- | --------------------------- | ------------------------ | ------------------------- | -------- | ----------- |
| 1940. május 2. | Üllői úti Stadion, Budapest | 225. válogatott mérkőzés | Magyarország–Horvátország | 1 : 0    | 18 000      |

## Külső hivatkozások
- Constantin Radulescu. World Referee. [2012. október 8-i dátummal az eredetiből archiválva]. (Hozzáférés: 2012. augusztus 30.)
- Constantin Radulescu. eu-football.info. (Hozzáférés: 2012. augusztus 30.)